# Drinn
El drinn, nom àrab, tullut nom tuareg, (Stipagrostis pungens) és una planta gramínia que viu en zones àrides africanes amb menys de 150 litres de pluja anual i amb altres espècies de gramínies com Panicum turgidum fixa les dunes. El seu metabolisme fotosintètic és del tipus C4 que és més avantatjós que el C3 de zones més fredes.
És una de les principals plantes farratgeres pels dromedaris i les gaseles.